# SAKANAQUARIUM2012"ZEPP ALIVE"
『SAKANAQUARIUM2012"ZEPP ALIVE"』（サカナクアリウム2012 ゼップア ライブ）は、日本のロック・バンド、サカナクションのライブ・アルバム。2012年6月19日にZepp Tokyoで行われたライブの音源が収録されている。アルバムはiTunesにビクター・エンターテイメントよりデジタル・ダウンロード形式で2012年11月14日にリリースされた。

## 背景とリリース

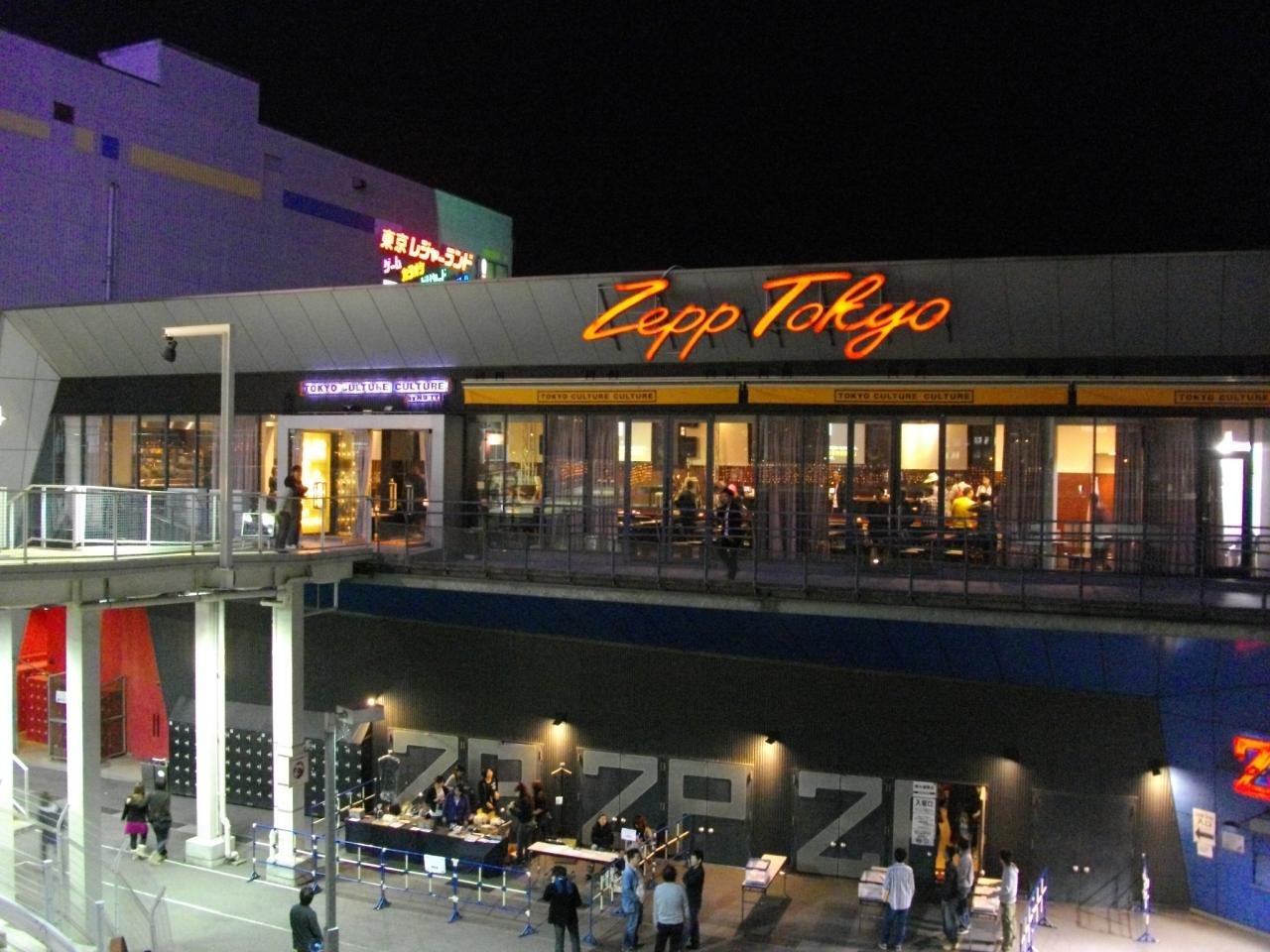
アルバムの録音が行われたZepp Tokyo。（2009年10月30日撮影）

バンドはライブ・アルバムを複数リリースしており、『「NIGHT FISHING IS GOOD」TOUR 2008 in SAPPORO』、『“FISH ALIVE”30min., 1 sequence by 6 songs SAKANAQUARIUM 2009@SAPPORO』の2作が札幌市にあるライブハウスPENNY LANE 24で行われたライブで録音された。
バンドは2012年3月に楽曲「僕と花」を発表した後、同年5月と6月に全国のZeppホールを巡るライブ・ツアー『SAKANAQUARIUM2012』を行った。サカナクションはツアーまでにスタジオ・アルバムをリリースしていなかったため、メンバー自身が演奏したい曲を選び公演に臨んだ。ツアー最終公演は、6月19日にZepp Tokyoで2,500人の観衆を前に行われた。公演の模様は、8月にリリースされたシングル『夜の踊り子』の初回限定盤付属DVDに、『SAKANAQUARIUM 2012"ZEPP ALIVE ALONE"』で観客のいないままの映像が収録されたが、メンバー側の要望によりライブ音源を収めた本作のリリースが決定した。アルバムおよび映像作品の音源は、バイノーラル録音がされておりより高音質での収録がされている。

アルバムはiTunesで配信が開始された。全18曲で構成されており、（楽曲単位ではなく）アルバムとして購入すると「sequence of 18 tracks」という全曲をひとつなぎにしたスペシャルトラックが特典としてダウンロードできる仕様となっている。

## 収録曲
| 全作詞・作曲: 山口一郎。 |                                            |                |                |      |
| #                        | タイトル                                   | 作詞           | 作曲・編曲     | 時間 |
| 1.                       | 「OPENING」                                | 山口一郎 [ 7 ] | 山口一郎 [ 7 ] | 4:02 |
| 2.                       | 「Klee」                                   | 山口一郎 [ 7 ] | 山口一郎 [ 7 ] | 4:14 |
| 3.                       | 「アルクアラウンド」                       | 山口一郎 [ 7 ] | 山口一郎 [ 7 ] | 4:30 |
| 4.                       | 「セントレイ」                             | 山口一郎 [ 7 ] | 山口一郎 [ 7 ] | 3:51 |
| 5.                       | 「モノクロトウキョー」                     | 山口一郎 [ 7 ] | 山口一郎 [ 7 ] | 4:20 |
| 6.                       | 「フクロウ」                               | 山口一郎 [ 7 ] | 山口一郎 [ 7 ] | 5:47 |
| 7.                       | 「壁」                                     | 山口一郎 [ 7 ] | 山口一郎 [ 7 ] | 4:57 |
| 8.                       | 「ネプトゥーヌス」                         | 山口一郎 [ 7 ] | 山口一郎 [ 7 ] | 6:23 |
| 9.                       | 「『バッハの旋律を夜に聴いたせいです。』」 | 山口一郎 [ 7 ] | 山口一郎 [ 7 ] | 4:16 |
| 10.                      | 「ホーリーダンス」                         | 山口一郎 [ 7 ] | 山口一郎 [ 7 ] | 5:29 |
| 11.                      | 「インナーワールド」                       | 山口一郎 [ 7 ] | 山口一郎 [ 7 ] | 4:15 |
| 12.                      | 「サンプル」                               | 山口一郎 [ 7 ] | 山口一郎 [ 7 ] | 6:10 |
| 13.                      | 「僕と花」                                 | 山口一郎 [ 7 ] | 山口一郎 [ 7 ] | 3:59 |
| 14.                      | 「僕と花（sakanaction Remix)」             | 山口一郎 [ 7 ] | 山口一郎 [ 7 ] | 5:58 |
| 15.                      | 「ネイティブダンサー」                     | 山口一郎 [ 7 ] | 山口一郎 [ 7 ] | 5:31 |
| 16.                      | 「アイデンティティ」                       | 山口一郎 [ 7 ] | 山口一郎 [ 7 ] | 4:54 |
| 17.                      | 「ルーキー」                               | 山口一郎 [ 7 ] | 山口一郎 [ 7 ] | 5:45 |
| 18.                      | 「エンドレス」                             | 山口一郎 [ 7 ] | 山口一郎 [ 7 ] | 3:47 |

| #   | タイトル                                                | 作詞 | 作曲・編曲 | 時間    |
| --- | ------------------------------------------------------- | ---- | ---------- | ------- |
| 19. | 「Sakanaquarium Zepp Alive 2012 Sequence of 18 Tracks」 |      |            | 1:28:55 |

## 発売日一覧
| 国   | 発売/発信元                | 発売日         | 規格                   | 規格品番    | 出典  |
| ---- | -------------------------- | -------------- | ---------------------- | ----------- | ----- |
| 日本 | ビクターエンタテインメント | 2012年11月14日 | デジタル・ダウンロード | VEATP-26483 | [ 8 ] |